# Мелькітська греко-католицька церква
Мелькі́тська гре́ко-католи́цька це́рква (араб. كنيسة الروم الملكيين الكاثوليك, трансліт. Kanīsat ar-Rūm al-Malakiyyīn al-Kāṯūlīk; грец. Μελχιτική Ελληνική Καθολική Εκκλησία, трансліт. Melkhitikí Ellinikí Katholikí Ekklisía; лат. Ecclesiae Graecae Melkitae Catholicae), іноді називають, посилаючись на її візантійський обряд, Мелькі́тською візанті́йською католи́цькою це́рквою — східно-католицький патріархат sui juris, який знаходиться в повному євхаристійному спілкуванні з Латинською церквою, так і з 22 іншими східно-католицькими церквами, утворюючи разом Католицьку церкву. Церкву очолює Патріарх Юссеф І Абсі, штаб-квартира якого знаходиться в катедральному соборі Успенської Богоматері, Дамаск, Сирія. Католики-мелкіти ведуть свою історію від перших християн Антіохії, яка раніше була частиною Сирії, а тепер у Туреччині, 1 століття нашої ери, де християнство було запроваджено святим Петром.
Церква мелькітів пов'язана з Грецькою православною церквою Антіохії. В основному вона зосереджена в Сирії, Лівані, Йорданії, Ізраїлі та Палестині. Однак мелкітські греко-католики присутні в усьому світі через міграцію через переслідування. За межами Близького Сходу Мелкітська церква також зросла завдяки змішанням шлюбів та наверненню людей різних етнічних культур, а також транритуалізму. На сьогодні кількість вірних у світі становить приблизно 1,6 мільйона. У той час як літургійні традиції візантійського обряду Мелькітської греко-католицької церкви ідентичні традиціям Східного православ'я, церква офіційно є частиною Католицької церкви з часу укладення з Святим Престолом церковної унії в 1724 році.
Мелькітська греко-католицька церква є четвертою (після УГКЦ, Сиро-малабарської й Маронітської церков) східно-католицькою церквою за кількістю вірних.

## Назва
Мелькіт, від сирійського слова malkā для «короля» та арабського слова Malakī (араб. ملكي, що означає «королівський», і, за його розширенням, «імператорський»), спочатку був принизливим терміном для християн Близького Сходу, які прийняли авторитет Халкідонського собору (451 р.) та візантійського імператора, термін, який застосовували до них нехалкідонці. З халкедонських церков греко-католики продовжують використовувати цей термін, тоді як східні православні — ні.
Грецький елемент означає спадщину церкви візантійського обряду, літургію, яку використовують усі східні православні церкви.
Термін католик визнає спілкування з Латинською церквою і передбачає участь у вселенській християнській церкві. Згідно з церковною традицією, Антиохійська церква Мелкіта є «найстарішою християнською спільнотою в світі».
В арабській мові, офіційній мові церкви, вона називається ар-Рум аль-Катулік (араб. الروم الكاثوليك). Арабське слово «Рум» означає римський, від грецького слова «Romaioi», яким грекомовні східні (називаються «візантійською» сучасною мовою) римляни продовжували ідентифікувати себе навіть тоді, коли Римська імперія перестала існувати деінде. Назва буквально означає «римо-католик», що заплутано сприймає сучасного англомовного, але це стосується не латиномовної західно-католицької церкви Риму, а скоріше грекомовного східно-православного «візантійського» римського спадку, тяжкістю якого було місто «Новий Рим» (лат. Nova Roma, грец. Νέα Ρώμη), тобто Константинополь.

## Історія

### Давня історія

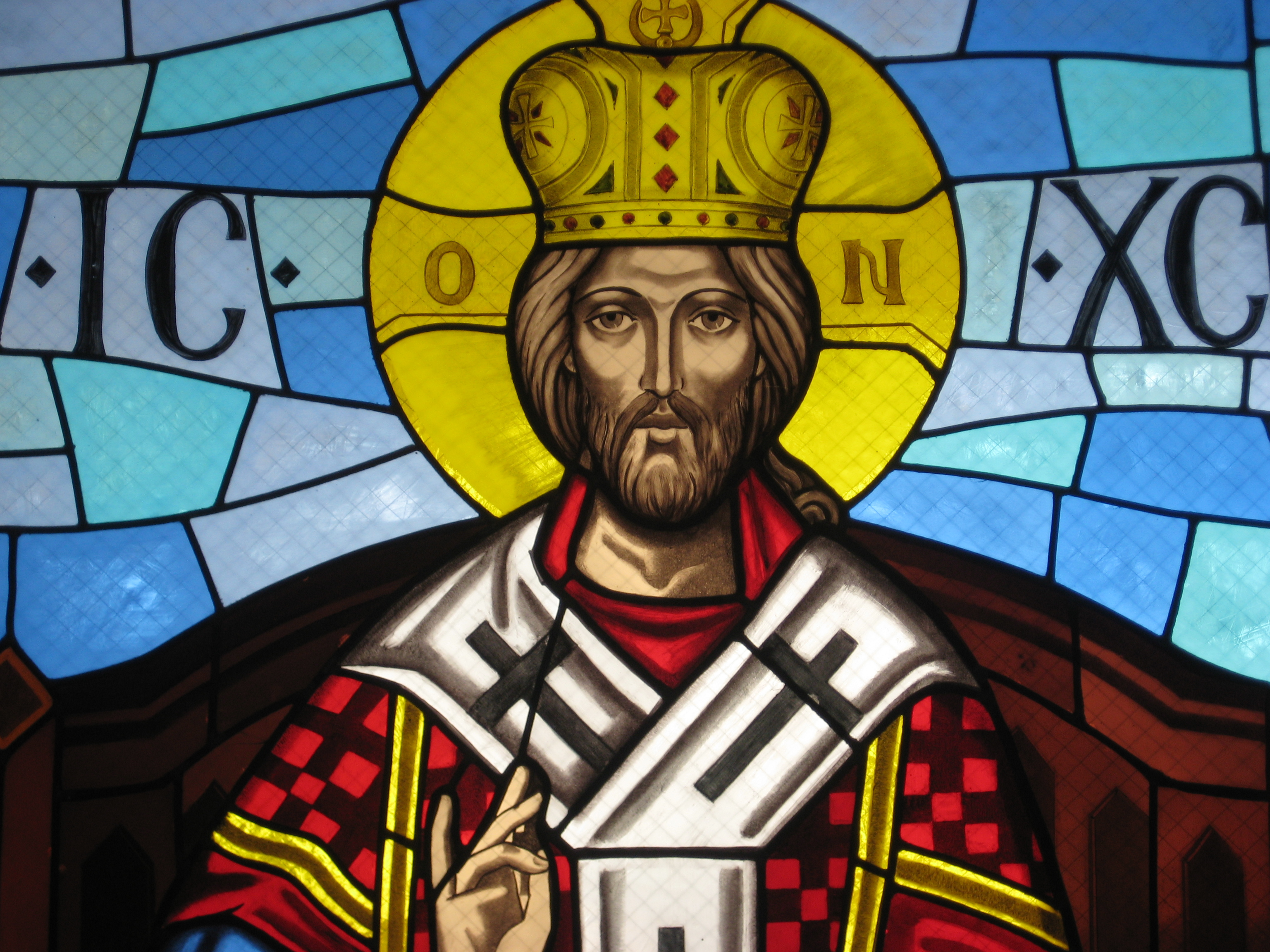
Вітраж у католицькому соборі Благовіщення Мелкітів в Росліндейлі, штат Массачусетс, на зображенні Христа, що стоїть на престолі в регаліях візантійського імператора

У перекладі з арабської (Malaki) та сирійської (malkaya) слово «мелькіт» (мелхіт) означає «царський» або «імператорський». Спочатку це слово вживалось на теренах Сирії та Єгипту в негативному значенні, оскільки воно було пов'язане з розколом східного християнства після Халкедонського Собору 451 року.
Частина християн стародавніх Антіохійського й Олександрійського Патріархатів прийняла постанови цього Собору (в яких, зокрема, було остаточно сформульовано догмат про повноту людської і божественної природи в Ісусі Христі), а інша частина вбачала у формулюваннях Халкедонського Собору відхід від богослов'я святого Кирила Олександрійського і не прийняла соборових формулювань, тому їх часто називають «дохалкедонськими». Задля збереження політичної і релігійної єдності держави імператор Візантійської імперії Маркіян намагався схилити «дохалкедонців» до прийняття соборових постанов (у тому числі й силовими методами. Водночас він всіляко підтримував ту частину християн (а це було переважно грекомовне населення міст, на відміну від сирійців та коптів, які проживали в провінціях), яка прийняла Халкедонський Собор. Таким чином на території Сирії і Єгипту християнська спільнота розділилась на дві паралельні церковні сім'ї: Церкви візантійської традиції, що були в єдності з Константинополем (Патріархат Антіохії і Патріархат Олександрії, які були встановлені на Нікейському Соборі 325 року, і Єрусалимський Патріархат, заснований на Халкедонському Соборі 451 року) та Сирійську (сучасні Сирія і Ліван) і Коптську Церкву на території Єгипту. Через підтримку «халкедонців» державною владою сирійці та копти почали називати їх «мелькітами», тобто «імператорськими». Сьогодні остаточно невідомо, відколи самі мелькіти почали використовувати це слово як самоназву для своєї Церкви та традиції.
Після завоювання Близького Сходу арабами між VII і X століттями столиці всіх трьох східних патріархатів — Антіохійського, Єрусалимського та Александрійського — опинилися під мусульманським пануванням. Наслідком цього стало значне послаблення позицій цих патріархатів, яке розпочалося ще з несторіанського та монофізитського розколів.
«Дохалкедонські» християни, які зазнавали утисків від візантійського імператора, під час війни із завойовниками більше допомагали їм, аніж ставали на захист Візантії. Однак після завоювання і «дохалкедонці», і «мелькіти» цих Патріархатів стали переслідуваними меншинами під арабським пануванням. Візантійці відвоювали Антіохію у 968-969 роках, і саме на цей період (з 969 по 1085 роки) припадає етап найінтенсивнішого засвоєння мелькітами візантійського обряду та впровадження практик Константинопольської Церкви. У цей час також міцнішає зв'язок між Патріархатами Сходу й Константинопольським престолом, тому після розриву єдності між Римом і Константинополем Єрусалим, Антіохія і Олександрія залишаються головним чином на боці Константинополя. Хоча за примирення між греками та латинянами виступав тодішній Патріарх Антіохії Петро III (1053–1076?), то все ж Церкви Сходу перервали зв'язки із Римським Апостольським Престолом. Як зазначає у своїй праці з історії Мелькітської ГКЦ Екзарх Парижа єпископ Джозеф, розрив між мелькітами і римо-католиками посилився після завоювання хрестоносцями Сходу, а саме після того, як мелькітську ієрархію замінили латинськими Патріархами. Насильне підпорядкування місцевої Церкви латинській ієрархії, за словами Екзарха, спричинило подальше відчуження та повний розрив зв'язків Антіохії з Римом. Після відвоювання візантійцями Антіохії Мелькітська Церква остаточно уніфікувала свої традиції із Константинопольською Церквою, цілковито відкинувши давню сирійську традицію. Найбільшою мірою процес «візантинізації» відбувався в час патріаршества Теодора IV (Вальсамона), який очолював Антіохійську церкву з 1189 до 1195 року. Крім того, з XII ст. Патріархи Антіохії жили в Константинополі та звідти здійснювали свою владу.
В результаті всі три патріархати опинилися у залежності від Константинопольського патріархату, і, зокрема, хоча серед вірних були єгиптяни та сирійці, що розмовляли коптською або арамейською, вище духовенство призначалося Константинополем із числа греків, що призводило до конфліктів, найвиразніших — в антіохейській церкві. Верховенство Константинополя посилилося із становленням Османської імперії (XIV ст.), запроваджена там система міллетів делегувала константинопольському патріарху опіку над усіма християнами, що мешкали на території імперії.
Велика схизма 1054 року спричинила розрив східних церков з Римом, проте вірні антіохійської, єрусалимської та александрійської церков не проявляли такої ворожості до Риму, як Константинопольський патріархат. Питання відновлення єдності православних церков зі святим престолом підіймались на Ліонському і на Флорентійському соборах і патріархи Александрії, Антіохії і Єрусалиму підтримували питання укладення унії. Хрестові походи, що поглибили прірву у стосунках Риму і Константинополю не залишили по собі такого негативного сліду в Єрусалимі та Антіохії через внутріцерковні конфлікти. Незалежно від хрестових походів в Сирії і Палестині діяли латинські місії кармелітів, францисканців, а з 1583 також єзуїтів.
Діяльність латинян активізувалась в часи контрреформації. Католицький прозелітизм мав певні переваги завдяки гарантіям європейських держав для католиків, що жили в Османській імперії. Міжнародні домовленості давали їм правовий захист від переслідування з боку турецької влади, якого були позбавлені місцевої православної церкви.

### Під владою мусульман

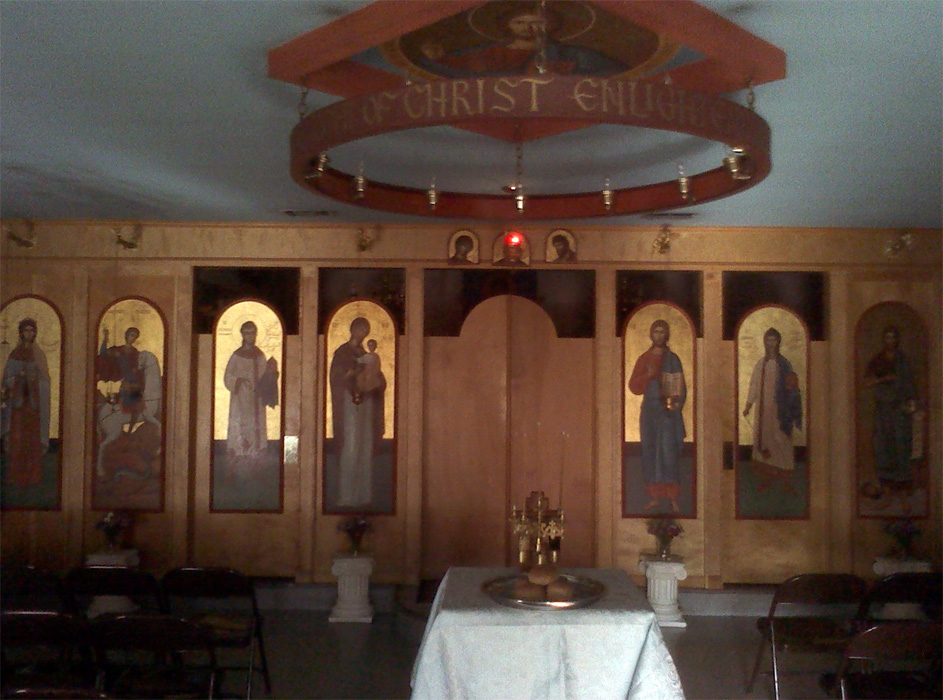
Іконостас у мелкітській греко-католицькій церкві Святого Георгія в Сакраменто, Каліфорнія

Після чергового завоювання Палестини і Сирії, цього разу мамелюками, у 1268 році резиденцію Антіохійського Патріарха було повернено назад до Сирії, однак мамелюки не дозволили повернутись Патріарху в Антіохію. Відтоді й до сьогодні першопрестольним містом Мелькітської Церкви є Дамаск.
Після завоювання Дамаску Оттоманською імперією в 1516 році Антіохійський Патріарх підпорядковується Константинопольському Патріарху як єдиному голові християн в турецькій державі. З цього часу Олександрійська та Єрусалимська, як раніше Антіохійська Церква, були остаточно асимільовані візантійською традицією. Починаючи з 1543 року, їхні єпархії очолюють лише греки. Тільки в Антіохійській Церкві Патріархів обирали з-посеред місцевого кліру, а також багато очільників Антіохійського Патріархату намагались підтримувати зв'язки з Римським Апостольським Престолом.
У XVII та XVIII століттях на політичну арену Близького Сходу виходять Англія і Франція. Завдяки цьому свою місіонерську діяльність на території Антіохійського патріархату розпочали латинські ордени Кармелітів, Єзуїтів та Капуцинів. До окремих місіонерських успіхів цих монахів слід зарахувати те, що до ідеї відновлення єдності з Римським Престолом схилилась частина єпископату та духовенства Патріархату.
Мелькітська Церква знову розділилась — група, яка виступала за відновлення єдності з Римом, зосередилась у Дамаску, а група противників — у місті Алеппо.
А вже 13 серпня 1729 року Папа Бенедикт XIII визнав Кирила IV Патріархом Антіохії.

### Становлення церкви

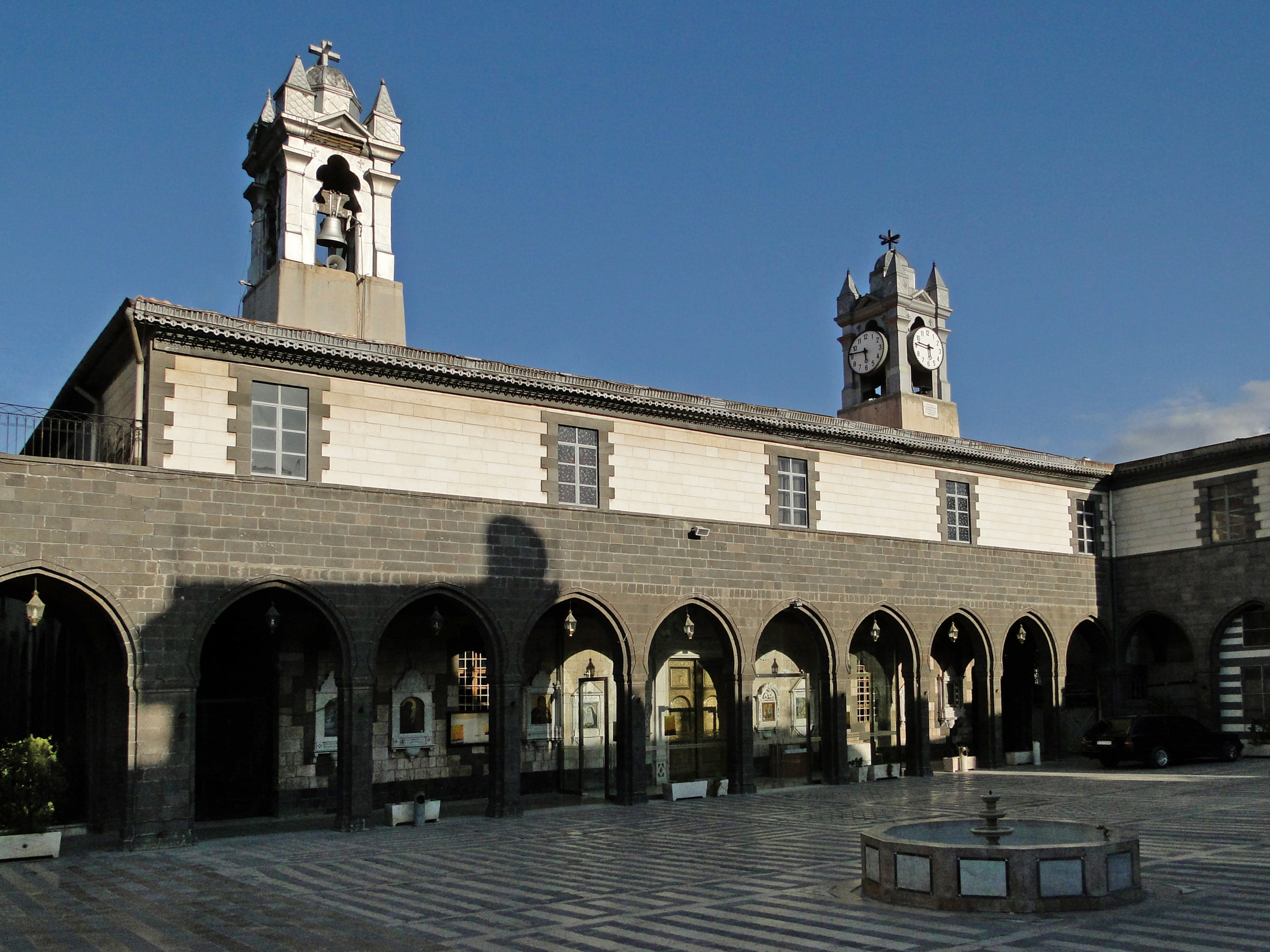
Грецько-католицький патріарший собор у Дамаску

Рух за возз'єднання церков активізувався на початку XVIII століття. 1709 року патріарх Антіохійський Кирил V визнав зверхництво Папи, однак це призвело до розколу всередині антіохійської церкви. Центром прихильників унії став Дамаск, а противників — Алеппо. Наступний антіохійський патріарх, Афанасій III, призначений патріархом 1720 підтримував провізантійську позицію і призначив своїм наступником ченця Сильвестра, прихильника алеппської партії і противника унії. Однак по смерті Афанасія, 1724 року, дамаські не погодилися з кандидатурою Сильвестра і обрали патріархом свого прихильника — Кирила VI. Після втручання Константинопольського патріарха і турецького уряду, які підтримали Сильвестра, Кирило змушений був тікати з Сирії до Лівану. А 13 серпня 1729 року Папа Бенедикт XIII визнав Кирила IV Патріархом Антіохії, що зафіксувало розділення патріархату і створення Мелькітської греко-католицької церкви.
Спочатку мелькіти існували тільки на території Сирії і Лівану, проте незабаром парафії церкви з'явилися в Палестині та Єгипті. В 1838 мелькітський католицький патріарх отримав додаткові титули патріарха Єрусалимського і Олександрійського. Визнання з боку турецької влади надійшло тільки 31 жовтня 1837 року, цього ж року Патріарха Максима III (Мазлума) було визнано главою Мелькітської греко-гатолицької церкви — незалежної від будь-якої церковної влади в Османській імперії. В 1848 році турецький уряд дозволив перенести резиденцію патріарха з Лівану в Дамаск. Церква активно росла, переважна більшість її членів становили араби-християни. У 1860 році під час антихристиянських погромів в Дамаску багато мелькітів було вбито, а інші покинули Близький Схід, поклавши початок масової еміграції. В і XIX XX століттях мелькіти поширилися по всьому світу, складаючи частину численних емігрантів з Близького сходу.
Розквіт унійної Мелькітської Церкви припадає на час патріаршества Максима III. У цей період клір МГКЦ є найосвіченішим на всьому Близькому Сході. Крім покращення внутрішнього розвитку Церкви, Патріарх також доклав значних зусиль для врегулювання взаємин із Римською курією. Він намагався боронити Мелькітську Церкву від втручання Римської курії у її внутрішні справи. На жаль, ці дії провокували затяжні конфлікти з ватиканською адміністрацією.
Напруга в стосунках між керівництвом Мелькітської Церкви і Ватиканом тривала впродовж усього XIX століття. Усередині Антіохійського Патріархату зростало невдоволення через латинізацію богословського та богослужбового життя Церкви. Апогеєм конфлікту став І Ватиканський Собор (1868–1870). Мелькітський Патріарх Григорій II (Юсеф) покинув Рим напередодні голосування за догматичну Конституцію Pastor Aeternus, у якій йшлося про непомильність Римського Папи, а також його повну юридичну владу в усій Церкві. 8 лютого 1872 року Григорій II все ж підписав Конституцію, але під тиском та із застереженням наприкінці документа:«... зі збереженням всіх прав, привілеїв і прерогатив Східних Церков».
Як зазначає Католицька енциклопедія (The New Catholic Encyclopedia, 2nd Edition, Catholic University of America), на II Ватиканському Соборі Патріарх Мелькітський Максим IV (Саєг) виступив за відновлення у Східних Церквах їх власної ідентичності, звільнення від наслідків латинізації, а також відродження богослов'я, головним чином у сфері еклезіології.

### Сучасність

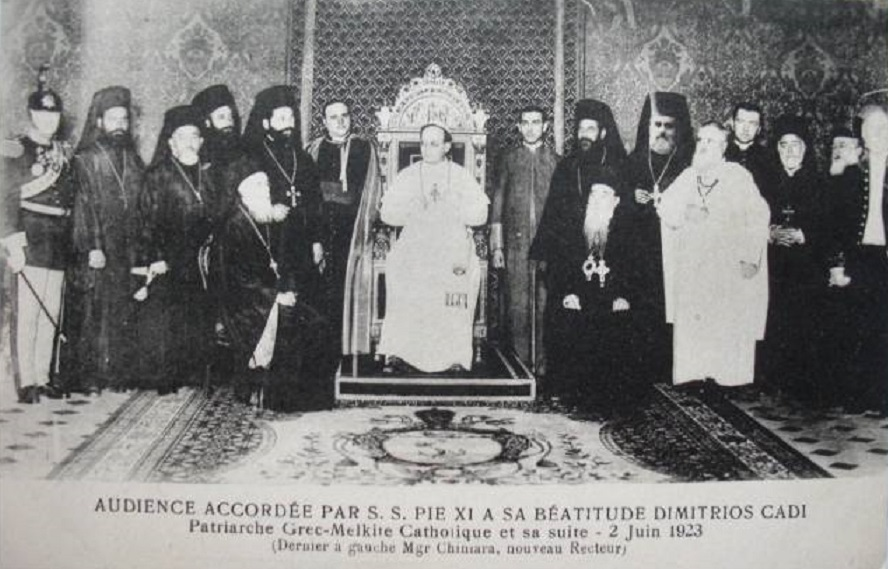
Папа Пій XI та патріарх Димитрій I Каді в 1923 році

Мелькітська греко-католицька церква є другою за величиною (після Маронітської) Східною Католицькою Церквою на Близькому Сході. Адміністративні одиниці: Патріархат Антіохії, всього Сходу, Єрусалима та Олександрії (охоплює греко-католиків Єгипту, Судану, Ізраїлю, Йорданії, Лівану та Сирії); окремі єпархіяльні структури у Сполучених Штатах Америки, Канаді, Мексиці та Бразилії; екзархат в Аргентині, Австралії і Новій Зеландії; апостольський екзархат у Венесуелі та патріарший екзархат в Іраку, Кувейті й Стамбулі. Патріарх мелькітів проживає у Дамаску (Сирія). Мелькітська греко-католицька церква особливо ефективно розвиває дружні стосунки з Антіохійською Православною Церквою. З метою подолання поділу обидві Церкви у 1995 році заснували спільну комісію, яка працює над досягненням цього завдання.
Мелькітська греко-католицька церква включає 14 архієпархій, всі вони розташовані на території Близького Сходу. Крім них до Церкви входять п'ять єпархій діаспори — Ньютон (Массачусетс, США), Сан-Паулу, Мехіко, Сідней, Монреаль і два апостольські екзархати — Аргентини і Венесуели. Для Іраку і Кувейту мелькітський патріарх призначив двох патріарших екзархів.
Мелькітская церква — найчисленніша близькосхідна католицька громада після маронітської церкви. Згідно з даними Annuario Pontificio за 2007 рік число членів церкви близько 1,6 мільйона чоловік. Церква нараховує 511 парафій і 552 священика.
Священиків для церкви готують три семінарії — Св. Анни в Рабу (Ліван), Свято-Спасова семінарія в Бейт-Сахура (Палестинська автономія) і семінарія Св. Григорія Богослова в Ньютоні (США), що готує духовенство для США та інших англомовних країн.
Історична мова богослужіння — грецька, проте в наш час[коли?] богослужіння проводяться також арабською, а в парафіях діаспори — англійською та іншими мовами.